# 2月内乱
2月内乱（ドイツ語: Februarkämpfe）、若しくはオーストリア内戦（ドイツ語: Österreichischer Bürgerkrieg）は、1934年の2月12日から16日にかけて、エンゲルベルト・ドルフース首相のオーストリア第一共和国政府および護国団等の右派勢力とオーストリア社会民主党およびその武力組織であった共和国保護同盟（de:Republikanischer Schutzbund）をはじめとする社会民主主義勢力との間で行われた小戦闘である。衝突はリンツで始まり、ウィーン、グラーツ、ブルック・アン・デア・ムア、ユーデンブルク、ウィーナー・ノイシュタット、そしてシュタイアーで繰り広げられた。さらに、東部や中央部の他の都市でも幾つかの衝突があった。
オーストリア社会民主党はオーストリアにおける二大政党の内の一つであったが、内戦を引き起こしたとして解散させられ、ドルフースの「祖国戦線」（de:Vaterländische Front、略してVF）が唯一の合法的な政治勢力となり、「オーストロファシズム」体制が固まる決定的なきっかけになった。

## 紛争の原因

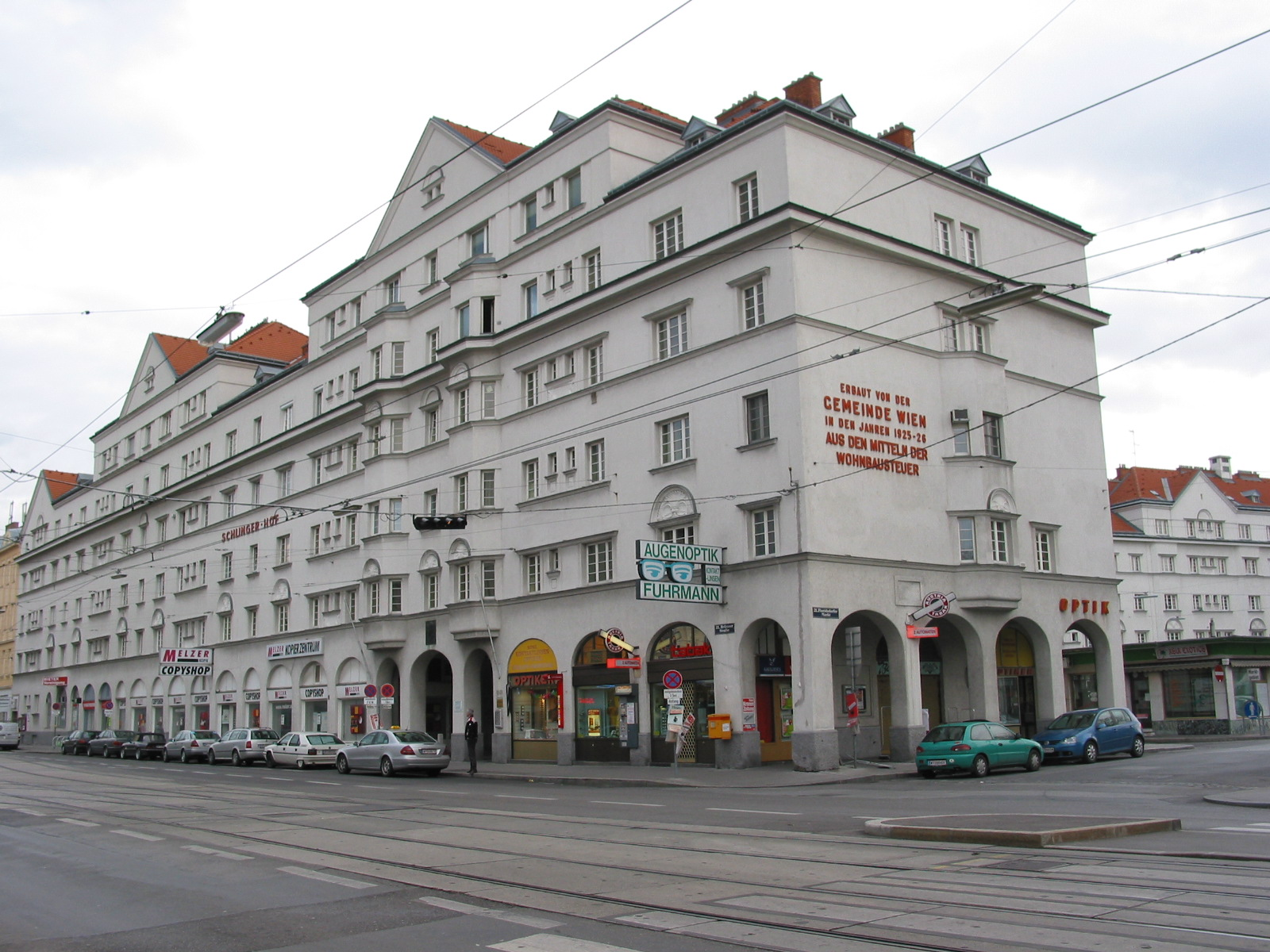
ウィーン市のフロリズドルフ区にある大型公営住宅（ゲマインデバウ）「Schlingerhof」。多数の武器が備えられており、共和国保護同盟によって要塞として使用された

第一次世界大戦後にオーストリア＝ハンガリー帝国が崩壊すると、ドイツ・オーストリア国（かつての大帝国のうちのドイツ語圏の部分によって作られた、妥協によって成立した国民国家）は議院内閣制の国家として成立した。
新しい国家では2つの主要な党派が優位を占めた。つまり社会主義者（政治的にはオーストリア社会民主党によって代表された）と、保守主義者（政治的にはキリスト教社会党によって代表された）である。保守主義者達が地方部の人口や上流階級の大半に支持者を見出していた一方、社会主義者達は都市部の労働者階級に支持層を築いた。保守主義者は同様にカトリック教会との連携を維持し、指導的立場にある何人かの聖職者を自分達の味方に引き入れる事に成功していた。
当時の他の初期ヨーロッパ民主主義と同様に、オーストリアでの政争は高度にイデオロギッシュに行われた。社会主義と保守主義双方の陣営は、ただ単に政党を成立させただけではなかった。彼らは政党所有の準軍事組織を含め、はるかに強力な権力を持った構造を占有した。保守派は、「護国団」（Heimwehr）と呼ばれる準軍事組織を1921年から1923年にかけて組織した。一方社会民主党は、1923年に「共和国保護同盟」（Schutzbund）と呼ばれる準軍事組織を作った。これら2つの組織の間では、政治的大会などにおいて、激論や武力衝突が頻繁に起こるようになった。
最初の大きな事件は、1927年初頭に勃発した、ヘルマン・ヒルトゥルの民兵組織Frontkämpfervereinigung（「前線闘争連盟」、保守派と連携を取っていた集団）のメンバーが、ブルゲンラント州のシャッテンドルフで、対抗デモの為に共和国保護同盟と共にパレード行進していた退役軍人と8歳の少年とを射殺した事件である。7月にこの事件の3人の被告人が無罪となった。左翼陣営の怒りに火を付けたこの判決は、オーストリアでも最初期の、独立した陪審制システムのもとで行われた陪審法廷の1つによって下されたものだった（皮肉なことに、独立した陪審制の導入は、長期にわたる社会主義者の要求であった）。1927年7月15日にはゼネラル・ストライキが発生し、デモは首都に飛び火した。警察署が襲撃された後、治安部隊がデモ参加者に向かって銃を撃ち始めた。その後に怒り狂った群衆が、欠点のある部分的な司法制度の象徴でしかないと見られていたユスティーツパラストに火を放った。89人がこの1927年7月暴動で死亡し（彼らの内の85人がデモ参加者）、数百人が負傷した。しかし驚くべき事に、この事件での暴力は直ぐに沈静化し、両党は戦いを街頭から政治システム内部へと移したのだった。
しかしながら、オーストリア第一共和国の苦しみはその後の数年ますます悪化するばかりだった。大恐慌の影響がオーストリアにも現れており、失業率の高騰、大規模なインフレーションという結果が残った。それに加えて、アドルフ・ヒトラーがドイツの首相になった1933年、ナチズムへの共鳴者（後にオーストリアとナチス・ドイツとの統合を求めることになる人々）が内部からオーストリア国家の存立を脅かしていた。

## 内戦

### 1933年
1933年3月4日に、キリスト教社会党の首相エンゲルベルト・ドルフースがオーストリア議会を停止し、事実上廃止した。その直前まで、鉄道従業員の賃金を巡っての国民議会の議決が行われようとしていたが、3人の議長（カール・レンナー、ルドルフ・ラメク、ゼップ・シュトラーフナー）は自らも投票するために、一切の後任議長を決めないまま相次いで辞任し、議長不在の異常事態になった。内部規定でこの難局を解決し得る方法は残っていたが、ドルフース首相は「議会が職務を果たさなくなった」と宣言する為にこの機会を利用した。さらに、議会内部の和解させる試みをも全て妨害した。これにより社会民主党は政治的行動の為の主要な舞台を失った。 5月20日にはドルフースによって祖国戦線が結成され、すべての公務員に加入が義務づけられた。
保守派が議会を停止させようとした背景には、左翼だけでなく、ドイツから浸透していたナチズムの圧力や暴力にも直面していたことがある。ドルフースらは1917年の非常事態法に基いた命令によって市民の自由を停止し、権力を振るい始めた。3月31日には社会民主党の準軍事組織・共和国防衛同盟(保護同盟)を全国で禁止し、そのメンバーを逮捕して刑務所に入れた。5月26日にオーストリア共産党が、6月20日に起きたテロによってオーストリア・ナチスも禁止された。しかし共和国保護同盟やナチスの禁止は徹底されず、両者は地下活動を続けた。9月17日に社会民主党指導部と自由労働組合の幹部はファシズム憲法の強制や社会民主党の禁止など許容できない4点を上げ、それが実行された場合には武力蜂起すると決定した。この決定は10月14日から16日にかけて行われた秘密党大会で社会民主党に批准された。11月10日には戒厳令が敷かれて死刑制度が復活した。また11月12日の社会民主党による共和国成立記念日式典も禁止された。

### 1934年

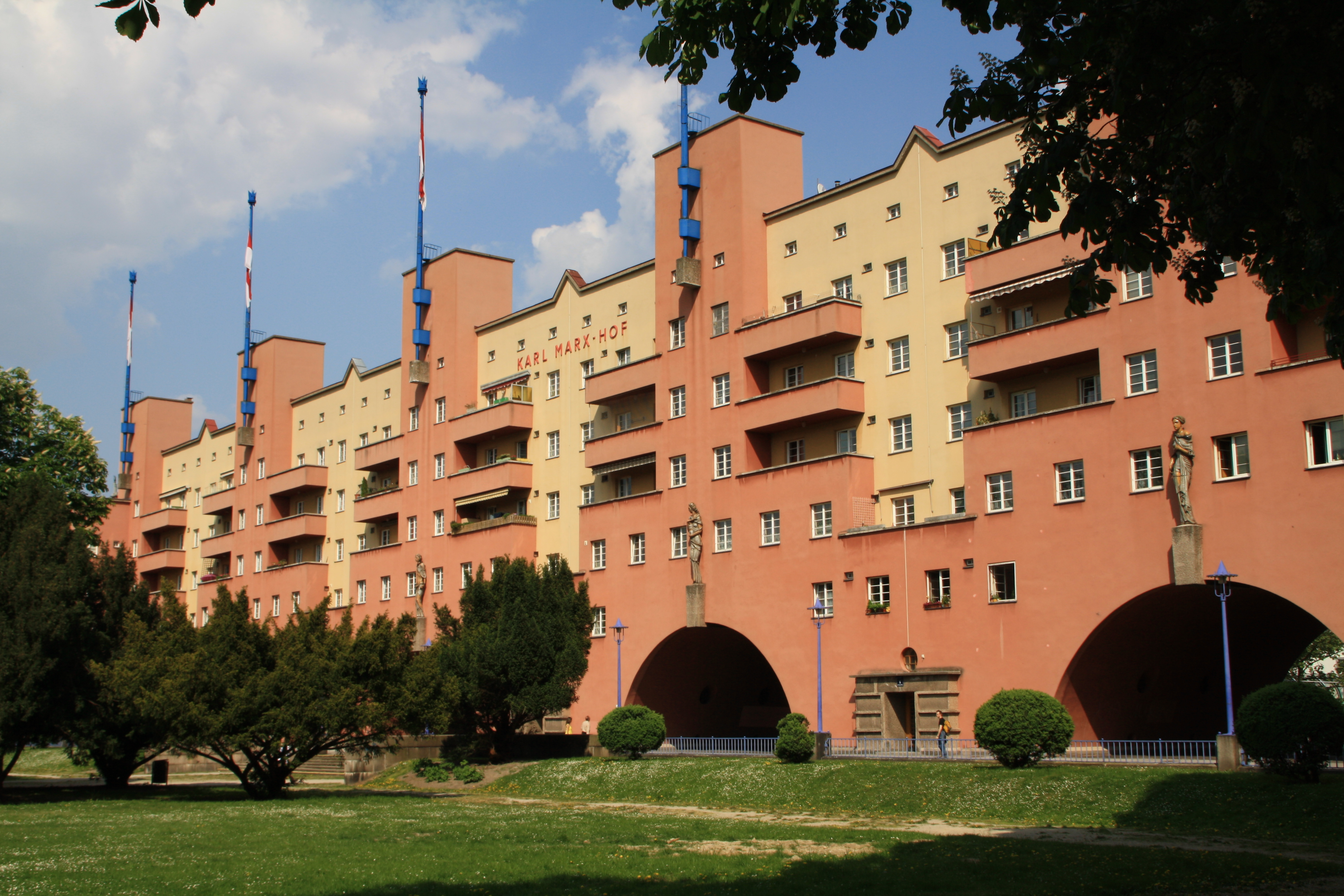
「赤いウィーン」の市営労働者住宅カール・マルクス・ホーフ。2月内乱の衝突の舞台となり、軍による砲撃を受けた。

ドルフースは当初社会民主党を徐々に禁止するつもりであったが、1934年1月18日にイタリアのムッソリーニ首相が外務次官を派遣して圧力をかけた。2月9日にウィーンにいた共和国保護同盟の幹部が逮捕され、2月11日にはドルフースも社会民主党への最終措置を執る決断を下した。
2月12日、警察がリンツにある社会民主党の所有資産で、共和国保護同盟のリンツ支部だったホテル・シッフを家宅捜索した。リンツにおける共和国保護同盟の指揮官リヒャルト・ベルナシェックはこの捜索に対して武力で抵抗した。ドルフース側の警察・軍隊が10万人、共和国防衛同盟は3-4万人の軍事力を所持していた。攻撃に驚いた警察は連邦軍に協力を依頼し、衝突が始まった。社会民主党の指導者ドイッチュは、この抵抗が党の指導部の許可を得ていないものだったとしている。しかし一度発生した蜂起を見捨てることは出来ず、全土におけるゼネストを指令した。しかし指令はほとんど届かず、電車の一部が停止したのみであり、その他の鉄道・郵便などは業務を続けた。戦闘は組織的にではなく、散発的になされたもので、3日後に共和国防衛同盟は降伏した。
これ以降オーストリアの各地で同様の衝突が発生した。ウィーンではオッタクリング（de:Ottakring）の労働者ハイムが激戦地となり、13日の早朝から14日まで近隣で戦った。またジンメリングではハイリゲンシュタットのデープリングにある巨大な集合住宅カール・マルクス・ホーフ（en:Karl-Marx-Hof）が12日から軍による砲火を浴び、何千人もの民間人の命が危険に晒され、多くの住宅区画が破壊された末、15日の昼に降伏した。これらの拠点は社会主義運動の象徴であり拠り所でもあったゲマインデバウ（en:Gemeindebau、大型の公営集合住宅の一種）であった。ザンクトマルクスの中央家畜市場は13日に降伏した。ドゥロリーツドルフでは13日に激しい戦闘が起きたが、国防軍や郷土防衛隊が大量動員されたため、残存した共和国保護同盟の兵員はチェコスロバキアに亡命することになった。
また同様に地方都市、例えばシュタイアー、ザンクト・ペルテン、ヴァイツ、エッゲンベルク、カッフェンベルク、ブルック・アン・デア・ムア、グラーツ、エーベンゼーそしてヴェルグルでも衝突が発生した。
シュタイアーマルク州の都市、特にブルック・アン・デア・ムア、そしてユーデンブルクでは2月14日または2月15日まで、深刻な戦闘が続いていた。その後、軍隊と戦っているか、或いはそれから逃げている社会主義者の小さなグループだけが残った。1934年2月16日までには、オーストリア内戦は収束した。
この2月内乱で社民党側は196人、政府側は118人が死亡し、社民党指導者10人は処刑され、バウアーとドイッチュはチェコに亡命した。

## 内戦の結果

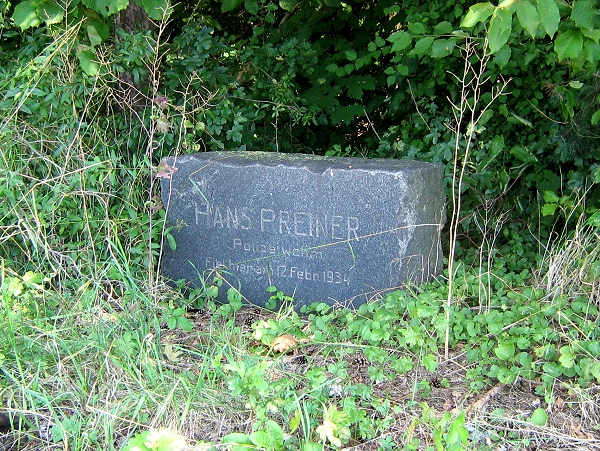
内戦中のリンツで1934年2月12日に死亡した警察官の記念碑

民兵や治安部隊、民間人を含めて数百人が武力衝突で死亡し、1000人以上が負傷した。当局は戒厳令に基き、共和国保護同盟や社会民主党の指導者を即決裁判にかけ、コロマン・ヴァリッシュ（de:Koloman Wallisch）を含む9人を処刑した。このほかに1500人が逮捕された。社会主義の指導的立場にあった政治家オットー・バウアー外務大臣やドイッチュも亡命を余儀なくされた。
1934年2月に起きた一連の出来事は、政府によって、社会民主党やそれと連携していた労働組合を完全に禁止する口実として使われた。5月になると、保守派は民主的な憲法をファシスト・イタリアのベニート・ムッソリーニの方針を手本としたコーポラティズム的な憲法へと改正した。この権威主義的な独裁体制を名づけるべく、社会主義者はオーストロファシズムという用語を発明した。ただし、オーストリアの保守派の基本的なイデオロギーは、オーストリアのカトリック教会聖職者の間で共有されていた最も保守主義的な要素と本質的には同じものであり、イタリアやドイツの実際のファシズムやナチズムとは矛盾する特徴を有していた。
1934年5月に新憲法が制定され、祖国戦線が唯一の政治的組織となった。

## 長期的な余波

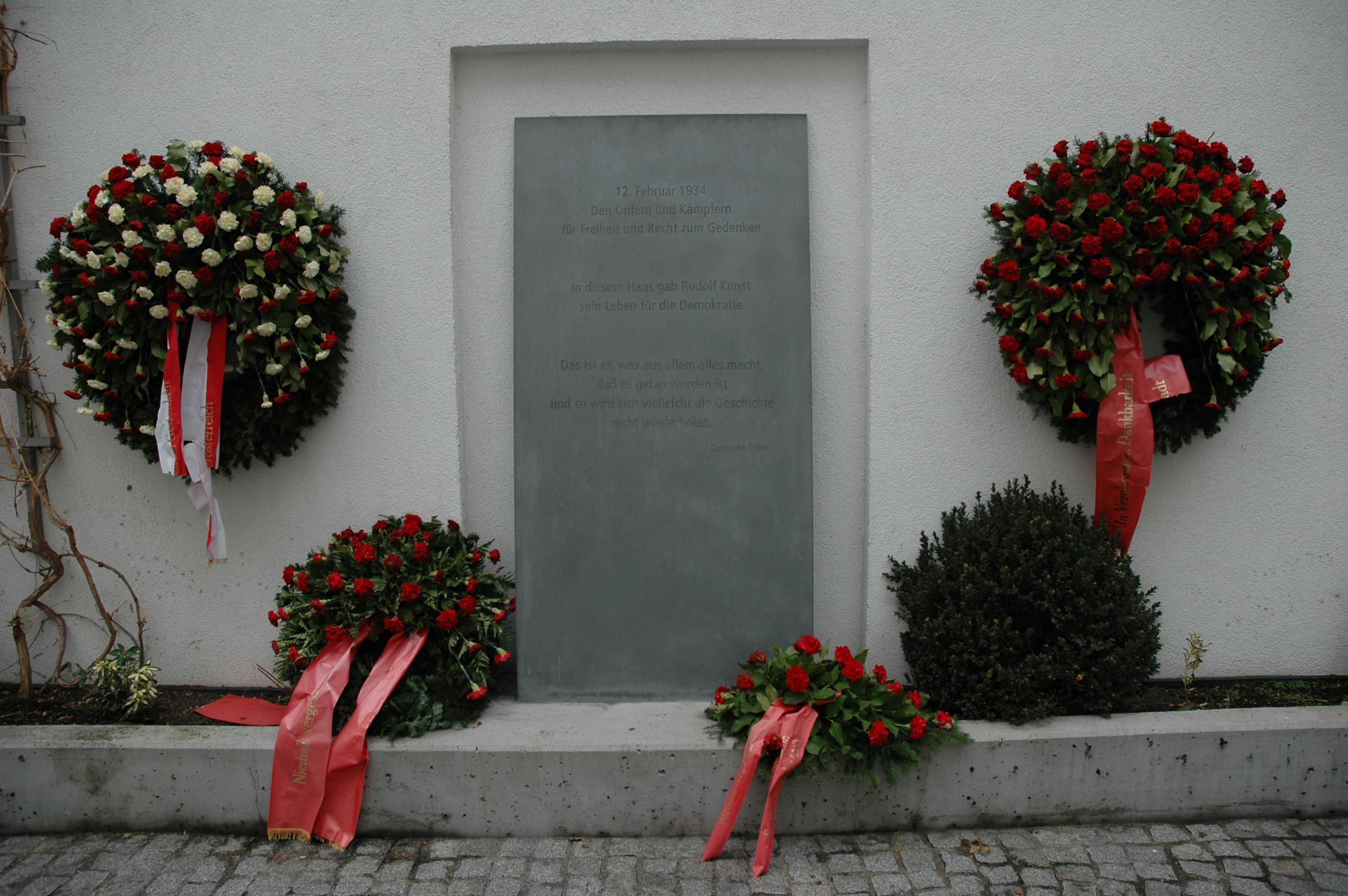
リンツのホテル・シッフに置かれた、内乱の犠牲者や自由や正義の為に戦った人々を讃える記念物。ここで内乱が始まった

国際的な比較の中では小さい事件であるが（その後すぐに発生した第二次世界大戦の恐ろしい出来事と見比べれば特にそうだが）、オーストリア内戦は共和国の歴史の中で決定的な瞬間であった。
第二次世界大戦後、オーストリアが再び主権国家として形成された時、政治は再び社会民主党と保守派（オーストリア国民党として改組された）双方の二大政党制となった。しかしながら、第一共和国の苦い国民分裂の繰り返しを避ける為に、第二共和国の指導者達は幅広い共通認識に基づく新しい政治制度の導入を余儀なくされた。（社会民主党と国民党とによる）2つの主要な政党によって政権を共有し、武力を含む対立を防ぐために「大連立」の概念が導入された。この制度は安定性と連続性をもたらしたが、最終的に他の政治的な影響に繋がった（en:proporzも参照）。オーストリア内戦の出来事は、政治改革の速度の遅さ・慎重さは、社会的安定の為に払う費用だと考えれば安いものだと、政治的有力者達（実際には不特定多数の一般人）を説得する材料にもなっている。
しかしながら、オーストリアの政党は過去に於いて屡々殆ど何もしなかったと非難される。21世紀の初めでさえ、オーストリア社会は第一共和国や内戦の時代からの影響で、「赤」（社会主義者）と「黒」（保守主義者）との明確な断絶を背負っている。この断絶は、政治イデオロギーは一切関係無い筈の領域、例えば応急手当や自動車組合、自然科学の分野でも広範囲な平行線を引き続けている。